# Zona di evitamento

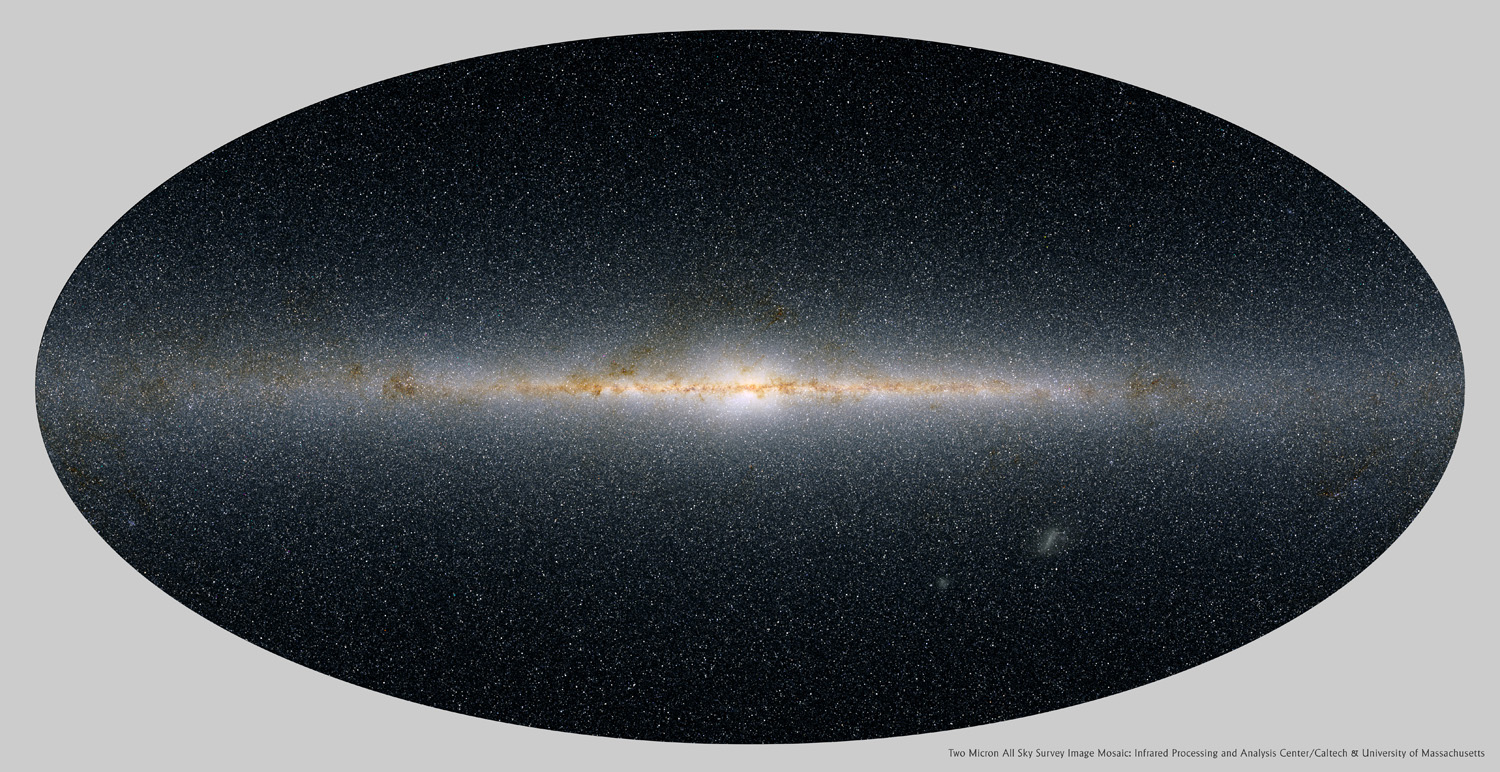
La Via Lattea crea una zona d'ombra per un osservatore che si trova al suo interno.

La zona di evitamento o zona d'ombra galattica (ZOA, dall'inglese  Zone of Avoidance) è l'area del cielo notturno "oscurata" dalla presenza della nostra galassia, la Via Lattea.
Le polveri e le stelle che giacciono sul piano della Via Lattea (il piano galattico) bloccano la nostra osservazione di circa il 20% del cielo extragalattico alla lunghezza d'onda del visibile; di conseguenza, le galassie osservabili catalogate sono molto poche in direzione del piano galattico. Quest'area di incompletezza osservativa è chiamata zona di evitamento, in quanto le altre galassie sembrano "evitare" quest'area, e nel tempo gli astronomi hanno così "evitato" di fare osservazioni astronomiche in questa fascia.

## Origine del termine
La zona d'ombra fu inizialmente chiamata "zona di poche nebulose", in un'opera del 1878 dell'astronomo inglese Richard Proctor, riferendosi alla distribuzione delle "nebulose" catalogate nel "General Catalogue of Nebulae" di John Herschel.

## Sviluppi moderni
Negli anni più recenti sono stati creati dei progetti per colmare questo vuoto nelle nostre conoscenze dello spazio profondo causato dalla zona d'ombra. Le polveri e i gas della Via lattea causano un fenomeno di estinzione alla lunghezza d'onda del visibile e stelle in primo piano possono essere confuse con galassie di fondo. Tuttavia l'effetto di estinzione non blocca le lunghezze d'onda maggiori, come gli infrarossi, e la Via Lattea risulta effettivamente trasparente ai raggi infrarossi. Osservazioni condotte all'infrarosso, come quelle dell'IRAS e del 2MASS, ci hanno dato un quadro più completo del cielo extragalattico; infatti, due grandi galassie molto vicine alla nostra, Maffei 1 e Maffei 2, sono state scoperte lungo la zona di evitamento dall'astrofisico Paolo Maffei grazie alla loro emissione infrarossa nel 1968. Nonostante ciò, circa il 10% del cielo resta di difficile osservazione, poiché gli oggetti extragalattici possono essere confusi con le stelle della Via Lattea.
Numerosi studi condotti lungo la zona di evitamento alla lunghezza delle onde radio, in particolare a quelle dell'idrogeno atomico neutro (HI), hanno permesso di scoprire molte galassie che non avrebbero potuto essere scoperte utilizzando gli infrarossi; esempi di galassie scoperte a partire dalla loro emissione HI sono la galassia Dwingeloo 1 e la galassia Dwingeloo 2.